# Após
Névváltozatok: ipa (TESz. I. 165-166.), papa (TESz. III. 90.)

ipa 1380 k.: Socer: ypit [Kön. Szj. 17.] 'após, Schwiegervater' (TESz. II. 226.); ipa, soceri, schvächer, schvächervater 
(NySz. I. 1597.); ipa, paterculus, seniculus, vetulus, pappulus, väterchen (M. nyelvtört. 97.); ipam: pater uxoris, ipa, ip, 
ipat: socer "A ki fiát vagy leányát elházasitotta, ipa az és napa: socer est et socrus" [Comenius: Jan. 117.] (NySz. I. 1598.); 
"Nekem após, neked kedig, édes lölköm, anyós legyen nevünk." [Gr. Thurzó György levelei nejéhez II. 231.] (M. nyelvtört. 
97.) 

Rövidítések:
Az após vagy ipa a házastárs szülőpárjának férfi tagja. Genealógiai értelemben nem a vérrokonok, hanem a házasság útján létrejövő sógorság legszorosabb rokonkörébe tartozik. Az após ezért a házastárs szempontjából a valódi apával egyenértékű rokonná válik és nagyon gyakran apának is nevezik, noha vérségileg valójában nem az.
Az após fogalmat régebben általánosabb értelemben használták. A 'házastárs apja' értelme kedveskedő megszólításból fejlődött ki. 
A nyelvjárási após szó ebben az értelemben a 18. században fordul elő először és a 19. században terjedt el az irodalmi nyelvben, kiszorítva az ipa kifejezést.
Az após az együttlakó fiatal házaspár életében meghatározó szerepet játszott. Nagyobb vagyoni ereje miatt nagy tekintéllyel rendelkezett a fiatalok életvitelének  meghatározásában.